# Nateglinide
Nargetlinide (INN, tên thương mại Starlix) là một loại thuốc để điều trị bệnh tiểu đường loại 2. Nargetlinide được phát triển bởi Ajinomoto, một công ty Nhật Bản và được bán bởi công ty dược phẩm Thụy Sĩ Novartis.
Nargetlinide thuộc nhóm thuốc hạ đường huyết meglitinide.

## Dược lý
Nargetlinide làm giảm đường huyết bằng cách kích thích giải phóng insulin từ tuyến tụy. Nó đạt được điều này bằng cách đóng các kênh kali phụ thuộc ATP trong màng tế bào. Điều này làm khử cực các tế bào and và khiến các kênh calci bị điện thế mở ra. Dòng calci kết quả gây ra sự hợp nhất của các túi chứa insulin với màng tế bào và sự tiết insulin xảy ra.

## Chống chỉ định
Nargetlinide chống chỉ định ở những bệnh nhân:
- đã biết quá mẫn cảm với hợp chất hoặc bất kỳ thành phần nào trong công thức.
- bị ảnh hưởng với đái tháo đường týp 1 (cụ thể là phụ thuộc insulin).
- đang trong tình trạng nhiễm toan đái tháo đường.

## So sánh với các thuốc khác cho bệnh tiểu đường loại 2
Một nghiên cứu được tài trợ bởi Novo Nordisk, nhà phân phối Repaglinide của Mỹ, đã so sánh sản phẩm của họ với Nargetlinide trong "Một thử nghiệm lâm sàng 16 tuần ngẫu nhiên, nhóm song song, nhãn mở, đa trung tâm". Họ kết luận rằng cả hai tương tự nhau, nhưng "đơn trị liệu bằng repaglinide có hiệu quả rõ rệt hơn so với đơn trị liệu bằng nargetlinide trong việc giảm giá trị HbA1c và FPG sau 16 tuần điều trị".

## Liều dùng
Nargetlinide được phân phối trong dạng viên nén 60 mg & 120 mg.